# Promachus minusculus
Promachus minusculus là một loài ruồi trong họ Asilidae. Promachus minusculus được Hine miêu tả năm 1911. Loài này phân bố ở vùng Tân Bắc giới.